# Фонтани Івано-Франківська

## Перший фонтан
З'явився у Станиславові в 1905 році. Він містився у арці, яка вела до пасажу Гартенбергів (1904). Через поломки та протікання урочистий пуск фонтану відбувся лише через рік після відкриття пасажу. Показовим є те, що подібні технічні, фінансові та інші невдачі регулярно переслідували міські фонтани. Так, в часи Першої світової війни первісток був знищений та більше не відновлювався.

## Хлопчик, що розриває рибу
Другий міський фонтан постав лише у 1949 році. Тоді проводилась масштабна реконструкція парку і саме його головну алею прикрасило чудо гідротехніки. Спочатку це була проста кам'яна чаша, із купою каміння посередині, звідки виривались три струмені води. На сусідньому дереві повісили різнокольоровий прожектор. Сьогодні такою «світломузикою» не здивуєш, але для повоєнного міста це було улюбленим місцем відпочинку.
Пізніше місцеві архітектори встановили на купі каміння незвичну скульптурну композицію (у стилі «хоррор»). На кам'яній гірці лежала рибка, на який сидів хлопчик. Причому не просто сидів, а розривав рибі пащу своїми рученятами. Із напіврозірваної пащі бив невеличкий струмінь. Як недивно, але малюки 1950‑х охоче позували на його фоні. Проте у наступному десятилітті цей фонтан зникає з міських фотографій.

## У чотирьох обличчях

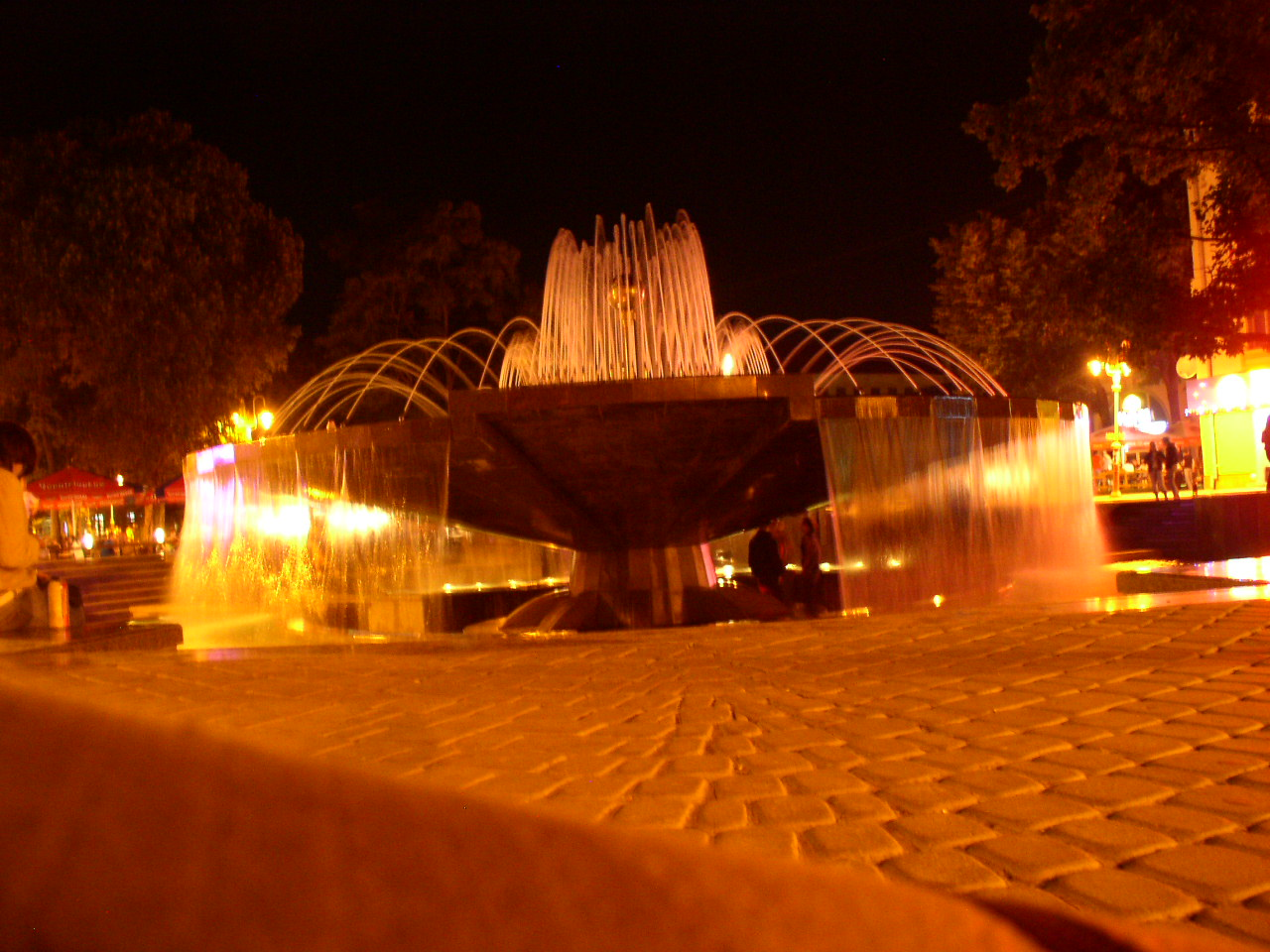
Фонтан в центрі міста, Вічевий майдан

Наступний фонтан з'явився у центрі, на площі Радянській (тепер Вічевий майдан). Його відкрили на початку 1950‑х. Це була семигранна водойма, в центрі якої стирчала чаша із колоссям. Відтоді цей фонтан, вже як центральний фонтан обласного центру,— ще тричі змінювали. Перший раз — наприкінці 1960‑х, коли на цьому місці звели висотну будівлю телефонно-телеграфної станції.
Тоді новий фонтан виконали у вигляді прямокутного басейну, який прикрашала кована решітка із силуетами оленів. Однак тоді цей варіант визнали неприйнятним, і тому архітектори вирішили його облагородити.
За задумом архітекторів це мала бути помпезна споруда, із двома чашами на різних рівнях, прикрашених ковкою із зображенням морських істот. Урочисте відкриття запланували на осінь 1979‑го, але через різні негаразди оновлений фонтан запрацював лише 9 травня 1981 року. Він виявився настільки вдалим, що у 1983 році міністерство зв'язку СРСР випустило окрему поштівку, яка називалась «Фонтани на площі Перемоги». Її наклад склав 100  000 екземплярів і весь СРСР міг тішитися «франківським чудом».
На початку XXI століття почалося спорудження нової версії центрального фонтану. Проект розробляв місцевий архітектор Орест Кос. Міському бюджету фонтан обійшовся майже у 3 млн грн. І нарешті — 21 серпня 2004 року іванофранківці отримали свій головний фонтан. Сьогодні він є у кожному путівнику.

## Водяне зерно
У 1959 році в ратуші відкрився краєзнавчий музей, а незабаром перед центральним входом постав фонтан. Це був круглий басейн, з якого здіймалась двометрова колона, обабіч якої стояли дві гіпсові лелеки. Автори обрали не найміцніший матеріал, і місцеві вандали відбили лелекам дзьоби, звернули шиї та підрізали крила. Понівечених птахів забрали, а самотня колона ще простояла протягом трьох років.
У 1974 році на поштівках з'являється трапецієподібний фонтан із горизонтальною трубою посередині. Трубу обшили бляхою, на який було вибито 12 знаків зодіаку. Невідомо, хто із влади захоплювався астрологією, але зірки виявились сприятливими до цієї водойми і вона без змін простояла близько 25 років.
На зламі тисячоліть місто отримало тріснуте водоносне яйце. Воно відразу почало обростати легендами. То його появу асоціювали із Загвіздянською птахофабрикою, то натякали на причетність заступника міського голови («Оце Ониськіва яйце зробило містові лице», — авторство цієї епіграмки приписують Степанові Пушику). Після 2004 року деякі іванофранківці «вішали» довірливим туристам версію про те, що яйце встановили після відомого «замаху» на Віктора Януковича. Але насправді це зерно з якого зародилась Ратуша і подальшому проросло навколо місто.

## Фонтанна вулиця
У середині 1980‑х років, під час реконструкції центру міста, частину вулиці Радянської (тепер Незалежності) зробили пішохідною. Група місцевих архітекторів на чолі з Григорієм Будзиком нестандартно підійшли до вирішення проблеми прикрашення «Стометрівки» та розташували на ній аж шість фонтанів! Перша пара маленьких водоймищ містилась на початку пішохідної ділянки. Їхні брати-близнюки розташувались поблизу магазину «Букініст». А остання пара великих фонтанів розмістили на майданчику перед стоматологічним корпусом медакадемії. Всі вони були подібні один на одного, обкладені білим мармуром, проте вмикались дуже рідко.
Такої кількості фонтанів на одній вулиці в Україні, напевно, більше не було, і містом навіть поповзли чутки про перейменування її на Фонтанну. Звісно, Радянську ніхто перейменовувати не став, але працю архітекторів помітили і в 1988 році вони отримали Державну премію.
Під час 1990‑х роках ці водоймища прийшли в запустіння, мармурові плити пожовтіли та частково повідпадали, а фонтанні чаші використовувались як смітники. У 2000 році, під час чергової реконструкції «стометрівки», маленькі фонтани демонтували, а два великих значно спростили та обклали чорним мармуром.

## Діючі фонтани
У місті діють такі фонтани:

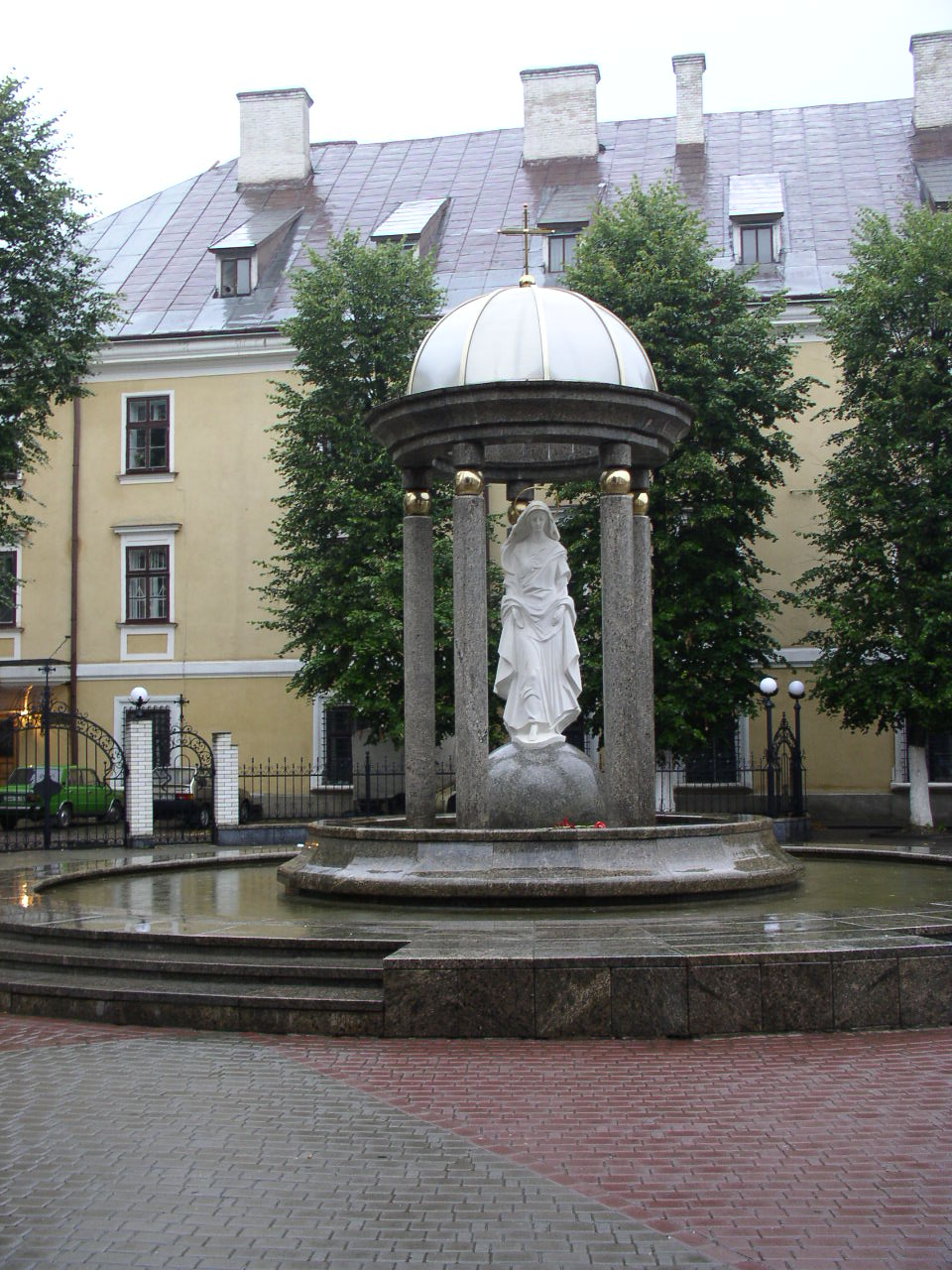
Фонтан із Статуєю Пресвятої Діви Марії, Майдан Шептицького

- Фонтан на площі біля готелю «Надія», (вул. Незалежності)
- Фонтан у вигляді яйця, (пл. Ринок)
- Фонтан на Вічевому майдані
- Фонтани на «стометрівці», (вул. Незалежності)
- Фонтан із Статуєю Пресвятої Діви Марії, (Майдан Шептицького)